# 瑞安·贝利 (铁人三项运动员)
瑞安·贝利（英語：Ryan Bailie，1990年7月15日—），澳大利亚男子铁人三项运动员。他曾代表澳大利亚参加2014年英联邦运动会铁人三项比赛，获得一枚铜牌。他也曾参加2016年夏季奥林匹克运动会。